# Louis Nganioni
Louis Nganioni (født 3. juni 1995) er en fransk professional fodboldspiller, der spiller som venstre back i den danske klub Fremad Amager. Nganioni er af congolesisk afstamning.

## Karriere

### Lyon
Nganioni påbegyndte sin karriere i diverse lokale ungdomsklubber, inden han kom til Lyon som ungdomsspiller i juli 2010 og fik sin professionelle debut med Lyon B i 2013. Nganioni spillede 52 kampe og scorede ét mål i løbet af sine tre år hos reserverne.
Nganioni spillede ikke nogle kampe for førsteholdet efter sin tilbagevended til Lyon i begyndelsen af 2017/18-sæsonen. Ved sæsonens afslutning den 30. maj tog Nganioni til prøvetræning hos New York Red Bulls.
Efter kontraktudløb hos Lyon den 1. juli prøvetrænede Nganioni også hos skotske Dundee F.C. og østrigske Austria Wien.

#### Utrecht (leje)
Den 9. juli 2015 blev Nganioni udlejet til Eredivisie-klubben FC Utrecht. Nganioni fik debut for holdet i et 3-2 nederlag til Feyenoord den 8. august 2015. Nganioni spillede 11 kampe i sin ene sæson i klubben.

#### Brest (leje)
Efter endt leje hos Utrecth blev Nganioni udlejet til til Ligue 2-klubben Brest på en 1-årig aftale. Nganioni debuterede for Brest i en 2-1 sejr over Stade de Reims den 26. september 2016. Nganioni scorede sit første mål for klubben i en 3-0 sejr over Stade Lavallois den 17. marts 2017.

### Levski Sofia
Nganioni skrev en to-årig kontrakt med den bulgarske klub Levski Sofia den 31. august 2018.

### Fremad Amager
Den danske 1. divisionsklub Fremad Amager annoncerede den 5. september 2019, at Nganioni var kommet til klubben.